# If Not Now, When?
If Not Now, When? é o sétimo álbum de estúdio da banda de rock alternativo Incubus, lançado em 12 de Julho de 2011 pela Epic Records. Precedido pelos singles, "Adolescents" e "Promises, Promises", o álbum marca seu longo tempo de ausência de estúdios, voltando a gravar. Descrito pelo guitarrista Mike Einziger como "um álbum muito simples, conciso", If Not Now, When? foi gravado depois de um grande hiato, e produzido pelo frequente colaborador Brendan O'Brien.
A capa do álbum apresenta o artista equilibrista Philippe Petit.

## Faixas
| N.º | Título                     | Duração |  |
| 1.  | "If Not Now, When?"        | 5:05    |  |
| 2.  | "Promises, Promises"       | 4:26    |  |
| 3.  | "Friends and Lovers"       | 4:07    |  |
| 4.  | "Thieves"                  | 4:17    |  |
| 5.  | "Isadore"                  | 4:35    |  |
| 6.  | "The Original"             | 5:05    |  |
| 7.  | "Defiance"                 | 2:19    |  |
| 8.  | "In the Company of Wolves" | 7:35    |  |
| 9.  | "Switchblade"              | 3:27    |  |
| 10. | "Adolescents"              | 4:48    |  |
| 11. | "Tomorrow's Food"          | 4:19    |  |

| Pre-order bonus track |                           |         |  |
| N.º                   | Título                    | Duração |  |
| 1.                    | "Surface to Air (b-side)" | 4:14    |  |

| iTunes bonus track |                                                                                    |         |  |
| N.º                | Título                                                                             | Duração |  |
| 12.                | "Rebel Girls (UK b-side)"                                                          | 3:15    |  |
| 13.                | "Drive (Gravado ao vivo do Concert for the Miners - Santiago, Chile; Outubro 2010" | 4:22    |  |

| Deluxe Edition |                         |         |  |
| N.º            | Título                  | Duração |  |
| 12.            | "Surface to Air (Live)" | 4:42    |  |
| 13.            | "Dig (Live)"            | 5:08    |  |
| 14.            | "Pardon Me (Live)"      | 3:58    |  |

| Japanese Version |                             |         |  |
| N.º              | Título                      | Duração |  |
| 12.              | "Surface to Air"            | 4:12    |  |
| 13.              | "Megalomaniac (Live)"       | 5:37    |  |
| 14.              | "Pardon Me (Live)"          | 3:58    |  |
| 15.              | "Anna Molly (Live)"         | 3:49    |  |
| 16.              | "Wish You Were Here (Live)" | 3:41    |  |

| Australian Version |                                        |         |  |
| N.º                | Título                                 | Duração |  |
| 12.                | "Surface to Air (b-side)"              | 4:12    |  |
| 13.                | "Megalomaniac (Live from Chile)"       | 5:38    |  |
| 14.                | "Dig (Live from Chile)"                | 5:08    |  |
| 15.                | "Love Hurts (Live from Chile)"         | 3:58    |  |
| 16.                | "Wish You Were Here (Live from Chile)" | 3:42    |  |
| 17.                | "Nice To Know You (Live from Chile)"   | 6:20    |  |

| Unreleased track |                                               |         |  |
| N.º              | Título                                        | Duração |  |
| 12.              | "Hold Me Down (Incluído na App para celular)" | 4:12    |  |

## Desempenho nas paradas musicais
| Parada musical (2011)                               | Posição |
| --------------------------------------------------- | ------- |
| Estados Unidos - Billboard 200                      | 2       |
| Estados Unidos - Top Hard Rock Albums               | 1       |
| Estados Unidos - Top Modern Rock/Alternative Albums | 1       |
| Estados Unidos - Top Rock Albums                    | 1       |

## Produção

### Incubus
- Brandon Boyd - vocalista, guitarra ritmica, melodias, percussão
- Mike Einziger - guitarrista, piano, backing vocal, orquestração e arranjos
- Jose Pasillas II - bateria
- Chris Kilmore - piano, teclado, mellotron, órgão, turntables
- Ben Kenney - baixo, backing vocal

### Músicos Adicionais
- Ann Marie Orchestra - instrumento de cordas

### Gravação
- Brendan O'Brien - produtor
- Tom Syrowski - engenheiro
- Lowell Reynolds - assistente de engenheiro
- Paul LaMalfa - assistente de engenheiro
- Greg DePante - assistente de engenheiro
- Billy Bowers - assistente de engenheiro
- Mike Einziger - assistente de engenheiro
- George Marino - masterização

### Arte
- Brandon Boyd - direção de arte
- Sheri Lee - direção de arte
- Thierry Orbach - fotografia da capa
- Brantley Gutierrez - fotografia da banda